# Ларош, Франсуа
Франсуа Ларош (фр. François Laroche; 1775—1823) — французский военный деятель, бригадный генерал (1813 год), барон (1810 год), участник революционных и наполеоновских войн.

## Биография
Начал военную службу 1 декабря 1791 года младшим лейтенантом гренадеров национального батальона волонтёров Шаранты. 25 февраля 1792 года был переведён в 15-й кавалерийский полк, а 20 апреля того же года – в 25-й драгунский.
В 1792–94 годах сражался в рядах Северной и Самбро-Маасской армий. 17 апреля 1794 года отличился в бою, где во главе эскадрона энергично атаковал австрийский кавалерийский полк, захватил два орудия и нанёс ему полное поражение.
5 января 1798 года был демобилизован. Вернулся к службе в том же полку 20 апреля 1799 года. Состоял во внутренней армии, а затем служил в Рейнской армии. 2 декабря 1800 года отличился при захвате города Неккергемина, где во главе нескольких драгун пленил роту гренадер и доставил в штаб.
5 сентября 1805 года пошёл на повышение, и был переведён с чином капитана в полк конных гренадер Императорской гвардии. Принимал участие в Австрийской кампании 1805 года, отличился в знаменитой атаке гвардейской кавалерии при Аустерлице.
21 августа 1806 года произведён в майоры, и стал заместителем командира 1-го карабинерского полка. 14 мая 1807 года получил звание полковника, и возглавил данный полк. 14 июня 1807 года был ранен в сражении при Фридланде.
Принимал участие в Австрийской кампании 1809 года. 23 апреля ранен сабельным ударом в голову в сражении при Регенсбурге. 6 июля потерял лошадь, убитую под ним в сражении при Ваграме.
В Русской кампании 1812 года сражался в составе 4-й дивизии тяжёлой кавалерии генерала Дефранса. Ранен в сражении при Бородино, отличился при Винково и Вязьме.
В течение Саксонской кампании 1813 года сражался при Дрездене и Лейпциге. 28 сентября 1813 года произведён в бригадные генералы. В октябре командовал бригадой в Ханау.
23 июля 1814 года, после первой реставрации Бурбонов, был назначен командующим родного департамента Шаранта.
Во время «Ста дней» был избран 16 мая 1815 года представителем Палаты депутатов от Ангулема.
5 июля 1815 года, после второго отречения Наполеона, был приписан к штабу Луарской армии, но не смог прибыть в расположении части. После 11 октября руководил расформированием кавалерийского корпуса в Ла-Рошели.
После выполнения этой сложной миссии, 1 февраля 1816 года Ларош был определён в резерв и 1 апреля 1820 года окончательно вышел в отставку.

## Воинские звания
- Младший лейтенант (1 декабря 1791 года);
- Лейтенант (1 апреля 1793 года);
- Капитан (12 февраля 1794 года);
- Капитан гвардии (5 сентября 1805 года);
- Майор (21 августа 1806 года);
- Полковник (14 мая 1807 года);
- Бригадный генерал (28 сентября 1813 года).

## Титулы
- Барон Ларош и Империи (фр. baron Laroche et de l'Empire; декрет от 19 марта 1808 года, патент подтверждён 11 июня 1810 года)[1].

## Награды
Легионер ордена Почётного легиона (18 декабря 1803 года)
 Офицер ордена Почётного легиона (14 марта 1806 года)
 Кавалер военного ордена Святого Людовика (29 июля 1814 года)